# Soyuz 17
Soyuz 17 foi uma missão espacial russa à estação orbital Salyut 4, realizada entre janeiro e fevereiro de 1975.

## Tripulação
| Posição           | Cosmonauta      |
| ----------------- | --------------- |
| Comandante        | Georgi Grechko  |
| Engenheiro de voo | Aleksei Gubarev |

## Parâmetros da Missão
- Massa: 6 800 kg
- Perigeu: 185 km
- Apogeu: 249 km
- Inclinação: 51,6°
- Período: 88,8 minutos

## Pontos altos da missão
A Soyuz 17 transportou  os cosmonautas Georgi Grechko e Aleksei Gubarev para a estação espacial Salyut 4 para uma estada com duração de um mês. Logo ao entrar na nova estação, eles encontraram uma nota bem-humorada de seus construtores, dizendo "Limpem os pés!".
Quando a Soyuz 17 acoplou, a Salyut 4 estava em uma órbita circular incomum a 350 km de altitude. A astrofísica era um componente principal da missão (o motivo da alta altitude). O grupo descobriu que o espelho principal do telescópio solar havia sido destruído pela exposição direta à luz do sol quando o sistema de apontamento falhou. Eles consertaram o espelho e trabalharam em um método de apontar o telescópio utilizando um estetoscópio, um relógio, e os ruídos do espelho que se movia dentro do aparelho.
Os experimentos realizados a bordo foram em sua maioria de natureza astronômica, com observações do Sol, da Terra, e dos outros planetas. Pela primeira vez, os cosmonautas poderiam falar com radioamadores na Terra por mais de sete minutos, devido aos novos sistemas de comunicação colocados na Salyut.